# 서양주목

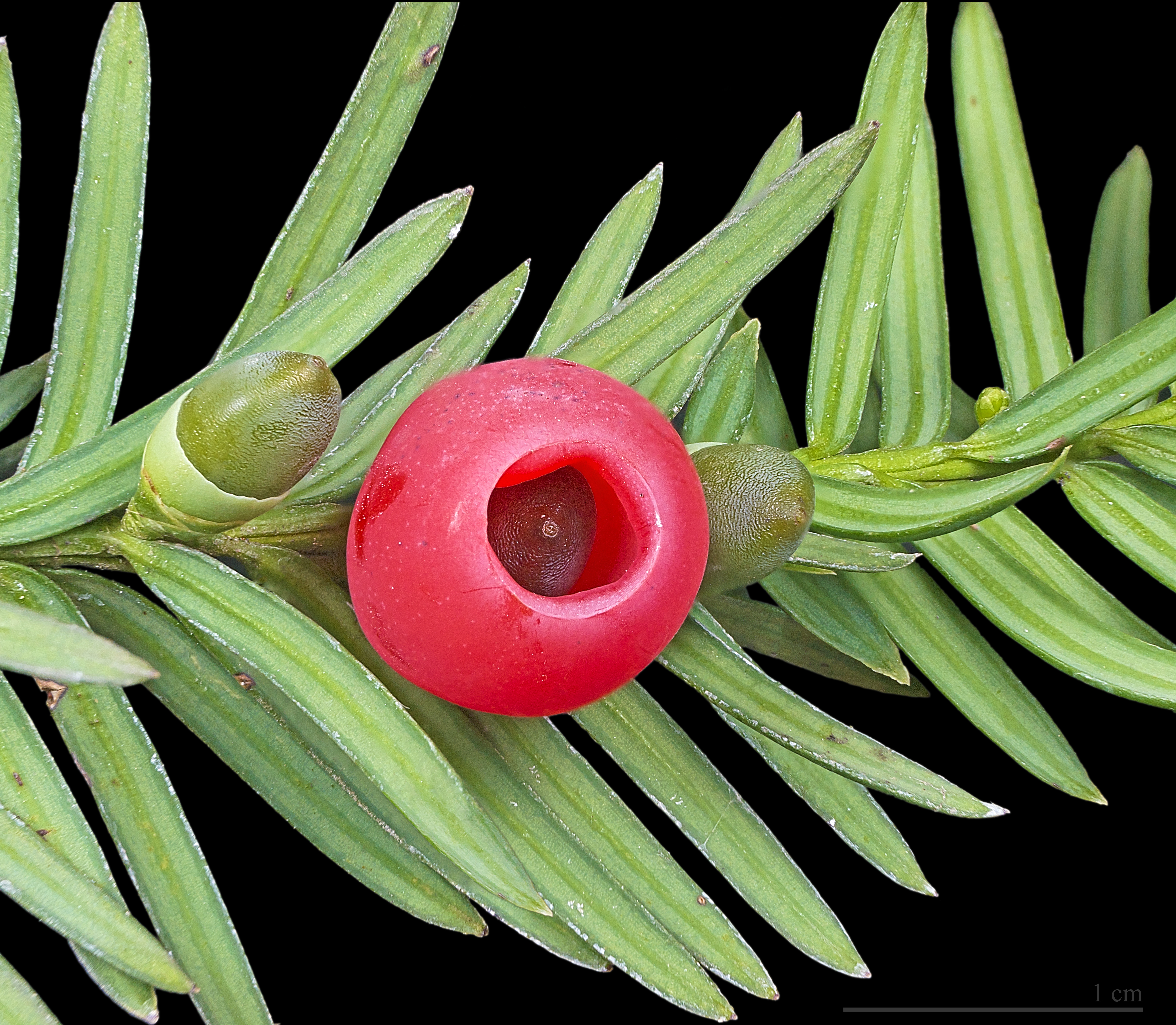

서양주목(Taxus baccata, 탁수스 바카타)은 영국 제도를 포함한 유럽의 서부, 중부, 남부, 그리고 아프리카 북서부, 이란 북부, 동남아시아에 자생하는 Taxaceae과의 상록나무종이다. 주목(yew)으로 알려진 나무이지만 지금은 common yew, English yew, European yew 등으로도 알려져 있다. 주로 관상용으로 길러진다. 식물의 대부분 부위가 독성이 있으며 나뭇잎을 소비하면 사망에 이를 수 있다.
보통 크기의 상록수이며 10~20미터(예외적으로는 최대 28미터)까지 자라며 나무 몸통은 2미터(예외적으로는 4미터) 지름까지 뻗는다.